# Вітторіо Фароппа
Вітторіо Фароппа (італ. Vittorio Faroppa, 29 серпня 1887, Турин — 11 листопада 1958, Турин) — італійський футболіст, що грав на позиції воротаря за декілька туринських клубних команд, а також за національну збірну Італії. По завершенні ігрової кар'єри — тренер.

## Клубна кар'єра
Починав грати у футбол за команду «Віртус Торіно», з якої 1908 року перебрався до «П'ємонте», ворота якого захищав протягом шести сезонів.
1914 року став гравцем «Ювентуса», за який устиг відіграти лише шість ігор до переривання футбольних змагань в Італії через Першу світову війну.

## Виступи за збірну
1912 року дебютував провів свою єдину офіційну гру у складі національної збірної Італії, в якій пропустив чотири голи від гравців збірної Франції.

## Кар'єра тренера
Розпочав тренерську кар'єру, повернувшись до футболу після тривалої перерви, 1933 року, очоливши тренерський штаб клубу «Гроссето».
Протягом 1930-х років також працював з командами «Дженова 1893», «Сієни», яку 1938 року вивів до Серії B, та «Алессандрії».
Після Другої світової війни повернувся до тренерської роботи, очоливши 1946 року команду «Удінезе», а протягом 1948–1949 років тренував «Аосту».
Помер 11 листопада 1958 року на 72-му році життя в рідному Турині.
| Дата      | Місто | Господарі | Результат | Гості   | Турнір           | Голи | Примітки |
| --------- | ----- | --------- | --------- | ------- | ---------------- | ---- | -------- |
| 17-3-1912 | Турин | Італія    | 3 – 4     | Франція | товариський матч | −4   |          |
| Усього    |       | Матчів    | 1         |         | Голів            | −4   |          |